# Ökologisches Wirtschaften
Ökologisches Wirtschaften – (Eigenschreibweise „ÖkologischesWirtschaften“) ist eine wissenschaftliche Zeitschrift für sozial-ökologische Wirtschaftsthemen.
ÖkologischesWirtschaften wird seit 1986 vom Institut für ökologische Wirtschaftsforschung (IÖW) und der Vereinigung für ökologische Wirtschaftsforschung (VÖW) herausgegeben. Seit 1996 erscheint sie viermal pro Jahr mit einem Schwerpunktthema im oekom verlag, München.
In der Zeitschrift werden neue Forschungsansätze in Beziehung zu praktischen Erfahrungen aus Politik und Wirtschaft gesetzt. Im Spannungsfeld von Ökonomie, Ökologie und Gesellschaft werden neue Ideen für ein zukunftsfähiges, nachhaltiges Wirtschaften vorgestellt.
Auf „Ökologisches Wirtschaften online“ stehen alle Fachartikel seit der Gründung der Zeitschrift im Jahr 1986 für Recherchen und zum Download zur Verfügung.